# Benet XI
El papa Benet XI (llatí: Benedictus PP. XI; 1240 - 7 de juliol de 1304), nascut Nicola Boccasini (Niccolò de Treviso), va ser cap de l'Església Catòlica i governant dels Estats Pontificis des del 22 d'octubre de 1303 fins a la seva mort, el 7 de juliol. 1304.
Boccasini va entrar a l'orde dels Predicadors al seu Treviso natal . Va estudiar a Venècia i Milà abans de ser professor a Venècia i en altres cases dominicanes. Va exercir dos mandats com a prior provincial de Llombardia, abans de ser elegit Mestre de l'Orde el 1296. Dos anys més tard va ser nomenat cardenal. Va ser nomenat bisbe d'Ostia, i va servir com a legat papal primer a Hongria, i després a França. Estava amb el papa Bonifaci VIII quan aquest va ser atacat per les forces franceses a Anagni.
Va ser beatificat amb el seu culte confirmat pel papa Climent XII l'any 1736. És patró de Treviso.

## Biografia
Niccolò Boccasini va néixer a Treviso, fill de Boccasio, un notari municipal (mort el 1246), el germà del qual era sacerdot; i Ber(n)arda, que treballava com a bugadera dels frares dominics de Treviso. Boccasini tenia una germana, Adelette. La família vivia fora de les muralles de Treviso, en un suburbi anomenat S. Bartolommeo.
L'any 1246, un frare dominic va deixar una suma de diners en el seu testament a Bernarda i als seus fills, recentment orfes. Una condició era que si Boccasini entrava a l'orde dominicà rebria la meitat de tot el llegat. Des dels sis anys, segons sembla, Boccasini va ser destinat a la vida monàstica. El seu primer mestre va ser el seu oncle, el sacerdot de S. Andrea.
Va ingressar a l'orde de Predicadors el 1254, als catorze anys, prenent l'hàbit de novici a la seva Treviso natal. Va ser portat a Venècia pel seu prior i presentat al Provincial, que el va destinar al convent de les SS. Giovanni i Paolo a Venècia. Durant els següents set anys més o menys, Boccasini va seguir la seva educació bàsica a Venècia. Cap al final d'aquest període, va servir com a tutor dels fills joves de Romeo Quirini de Venècia, el germà del qual era canonge a la catedral de Treviso.
El 1262, Boccasini fou traslladat a Milà, al nou studium de S. Eustorgio. Passà els sis anys següents a S. Eustorgio. Al final del seu mandat a S. Eustorgio devia ser membre profés de l'orde dels Predicadors; la data real és desconeguda. Com a germà profés va exercir el càrrec de responsable com a conferenciant al studium de Venècia, és a dir, s'encarregava de l'educació elemental dels germans al seu convent.
Cada convent tenia el seu lector. Va servir de lector durant catorze anys, del 1268 al 1282, segons Bernardus Guidonis. L'any 1276 és atestat com a lector al convent de dominics de la seva Treviso natal, càrrec que encara ocupava el 1280. El febrer de 1282 és trobat a Gènova, de nou com a lector. No era catedràtic, ja que no havia cursat mai una carrera universitària, sent un dels últims papes que no era llicenciat universitari

### Càrrecs i responsabilitats
L'any 1286, a la reunió del Capítol provincial, que va tenir lloc aquell any a Brescia, Boccasini va ser elegit prior provincial de Llombardia. Com a provincial de Llombardia, l'estil de vida de Boccasini va canviar considerablement. En lloc d'estar fermament vinculat a un únic convent durant anys, es va fer peripatètic, passant d'un convent a un altre en visites d'inspecció, estímul i correcció. A Llombardia hi havia aleshores uns cinquanta-un convents.
Tenia responsabilitat com a inquisidor, tasca per a la qual els papes consideraven especialment aptes els franciscans i els dominics. Tenia la responsabilitat de convocar els Capítols Provincials. El 1287, el Capítol era a Venècia; el 1288, era a Rímini; el 1289 al Capítol General, que es va celebrar a Trèveris, Boccasini va ser alliberat del càrrec de Provincial de Llombardia, després d'haver complert el seu mandat de tres anys. És probable que, sense càrrec, tornés a un convent, possiblement el de Treviso —tot i que les proves són escasses i basades en testaments i codicils.
Va ser elegit novament Prior Provincial de Llombardia, però, al Capítol Provincial celebrat a Brescia el 1293. El 1294 es va celebrar a Faventia, el 1295 a Verona i el 1296 a Ferrara, on va ser elegit el successor de Boccasini, ja que tenia un nova tasca.

#### Mestre General de l'Ordre dels Predicadors
En el Capítol General de l'Ordre dels Predicadors, que es va celebrar a Estrasburg el 1296, Boccasini va ser elegit Mestre de l'Orde de Predicadors, i va emetre ordenances que prohibien qüestionar públicament la legitimitat de l'elecció papal del papa Bonifaci VIII ( que havia tingut lloc la nit de Nadal de 1295) per part de qualsevol dominic.

#### Cardenalat
Boccasini va ser elevat a cardenal el 4 de desembre de 1298 per Bonifaci VIII, i li va assignar el títol de cardenal prevere de Santa Sabina. Va entrar a la Cúria Romana el 25 de març de 1299 i així va començar a rebre la seva part dels beneficis de la Cambra del Col·legi de Cardenals.
Va ser ascendit al rang de cardenal bisbe de la seu d'Òstia el 2 de març de 1300 i també va rebre la consagració episcopal. El 13 de maig de 1301 va ser nomenat Legat Apostòlic a Hongria. Va fer la seva sortida oficial el 22 de juny de 1301 i va tornar el 10 de maig de 1303. També va servir com a llegat papal a França.
Quan el papa Bonifaci VIII va ser capturat a Anagni el setembre de 1303, Boccasini va ser un dels dos únics cardenals que van defensar el Papa al mateix Palau Episcopal. L'altre era Pedro Rodríguez, bisbe de Sabina. Van estar tres dies empresonats. El dilluns 10 de setembre van ser alliberats per forces dirigides pel cardenal Luca Fieschi, i el 14 de setembre el Papa i el seu seguici van tornar a Roma, amb una escorta organitzada pel cardenal Matteo Rosso Orsini.

#### Elecció papal
El conclave per escollir el successor de Bonifaci VIII es va celebrar a la basílica de Sant Joan del Laterà i el Col·legi de Cardenals desitjava un candidat adequat que no fos hostil al rei Felip IV de França. Després d'una votació en un conclave que va durar un dia, Boccasini va ser elegit papa.

### Papat

#### Accions
Es va afanyar a alliberar el rei Felip IV de l'excomunió que li havia posat Bonifaci VIII. No obstant això, el 7 de juny de 1304, Benet XI va excomunicar l'implacable ministre de Felip IV Guillaume de Nogaret i tots els italians que havien participat en la presa del seu predecessor a Anagni. Benet XI també va acordar un armistici entre Felip IV de França i Eduard I d'Anglaterra.
Després d'un breu pontificat que va durar només vuit mesos, Benet XI va morir sobtadament a Perusa. Segons els informes originals, la sospita va recaure principalment sobre Nogaret amb la sospita que la seva mort sobtada va ser causada per un enverinament. No hi ha evidència directa, però, que recolzi o desmenti l'afirmació que Nogaret va enverinar el papa. El successor de Benet XI, Climent V es trobava a França quan va ser elegit i mai va viatjar a Roma. Els seus successors van residir principalment a Avinyó, inaugurant el període conegut com el Papat d'Avinyó. Ell i els papes francesos que el van succeir estaven completament sota la influència dels reis de França.
Benet XI també va celebrar dos consistoris amb el propòsit de crear nous cardenals. El primer, el 18 de desembre de 1303, va elevar Niccolò Alberti da Prato, bisbe de Spoleto; i William Macclesfield (Marlesfeld) de Canterbury, prior de la província anglesa dels dominicans. El 19 de febrer de 1304 va elevar a Walter Winterburn de Salisbury, el confessor del rei Eduard I d'Anglaterra, que no es volia separar d'ell, i el va mantenir a Anglaterra durant algun temps. Quan va arribar a Perusa el 28 de novembre de 1304, el papa Benet ja havia mort. El cardenal Winterburn va morir a Gènova el 24 de setembre de 1305. Els tres nous cardenals eren membres de l'orde dominicà.
Benet XI va ser l'autor d'un volum de sermons i comentaris sobre l'Evangeli de Mateu, els Salms, el Llibre de Job i el Llibre de l'Apocalipsi.

## Històries

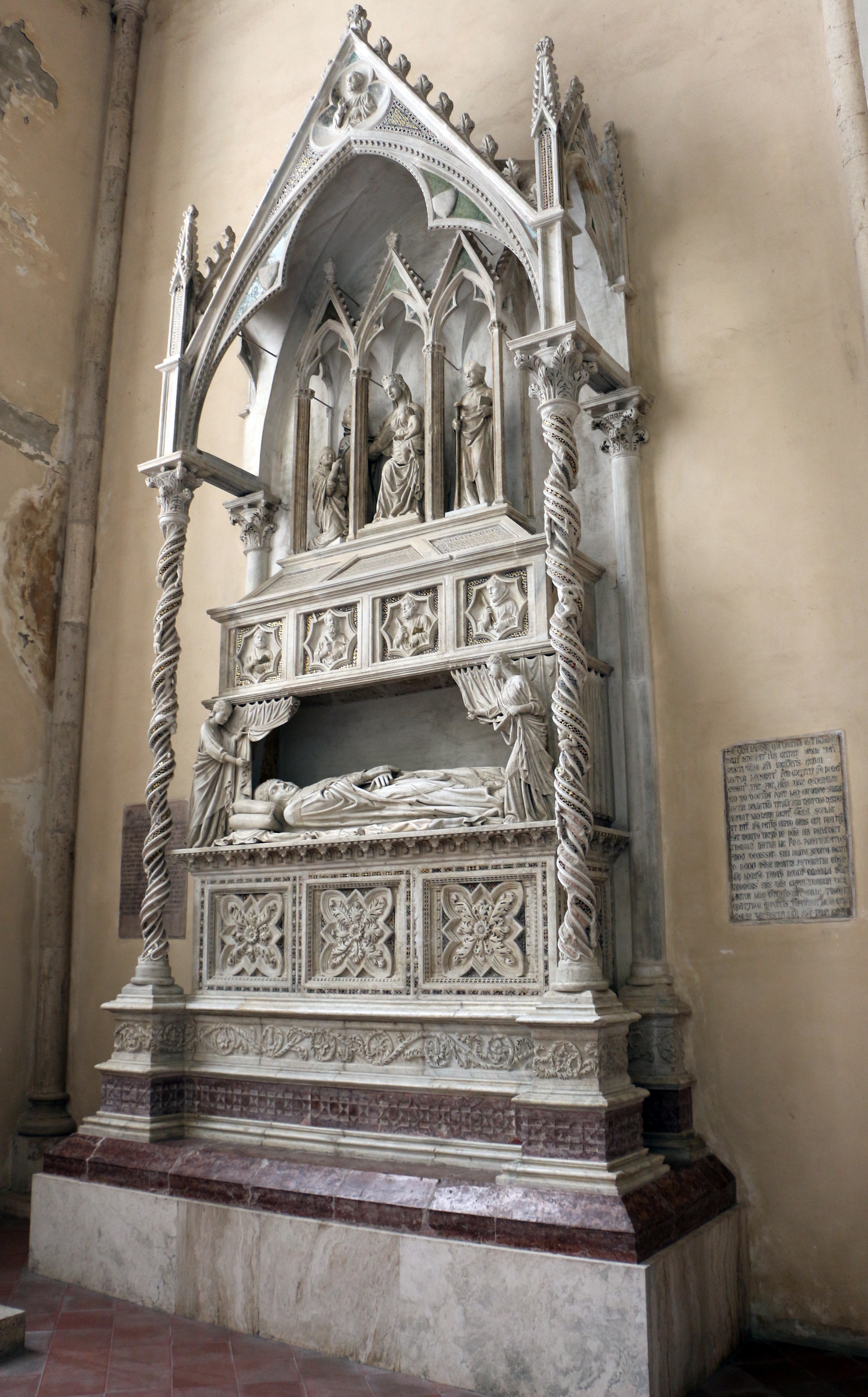
Tomba de Benet XI

El cardenal Cesare Baronio (1538–1607) va escriure que, el dilluns de la setmana de Pasqua de 1304, Benet XI celebrava la missa, però un pelegrí la va interrompre perquè volia que el papa escoltés la seva confessió. En lloc de dir-li que trobés un altre moment o un altre sacerdot per confessar-se, el Papa va abandonar la missa per escoltar la seva confessió i després va tornar per continuar la missa. Sembla ser una anècdota, adequada per a un sermó que recomanava confessar-se freqüentment, situat en una època en què la confessió dues vegades anual era la norma. És poc probable que un pelegrí intenti interrompre una missa, que un sacerdot interrompi una missa per a alguna altra funció, o que els protocols de la Cort papal permetin una aproximació tan propera al pontífex durant un servei sagrat.
També hi ha una història que, al capítol general dels dominics a Lucca el maig de 1288, el provincial de la província romana, Thomas de Luni va predir a Boccasini que algun dia seria papa. En una altra ocasió, quan era a Venècia, un frare de Torcello va predir que seria Provincial, Mestre General, Cardenal i Papa.

## Beatificació
Benet XI es va guanyar fama de santedat i els fidels van venir a venerar-lo. La seva tomba va guanyar fama per la quantitat de miracles que van sorgir del lloc. El papa Climent XII va aprovar el seu culte el 24 d'abril de 1736 que va actuar com la seva beatificació formal. El papa Benet XIV va estendre la seva veneració a la República de Venècia el 1748 després d'una petició dels venecians.

## Numeració papal
Una nota sobre la numeració: el papa Benet X (1058–1059) ara és considerat un antipapa per l'Església catòlica. En el moment de l'elecció de Benet XI, però, Benet X encara era considerat un papa legítim i, per tant, l'home que l'Església catòlica considera oficialment el desè veritable Papa Benet, Niccolo Boccasini, va prendre el número oficial XI en lloc de X. Això ha avançat el numeració de tots els papes Benet posteriors per una xifra. Els papes Benet XI i Benet XVI són, des d'un punt de vista oficial, els papes del 10 al 15 amb aquest nom.